# Kurt Christoph von Schwerin
Kurt Christoph von Schwerin, hrabia (ur. 26 października 1684 w Löwitz, zm. 6 maja 1757) – pruski generał i feldmarszałek (Generalfeldmarschall), jeden z najważniejszych dowódców doby fryderycjańskiej. Pochodził ze starego rodu szlacheckiego Schwerinów zamieszkałego na Pomorzu i w Meklemburgii. Brat Sophie Juliane von Schwerin.
W 1741 przejął dowodzenie od nieudolnie radzącego sobie króla i wygrał bitwę pod Małujowicami. Zginął w bitwie pod Pragą w roku 1757, podczas wojny siedmioletniej (1756-1763).

## Literatura
- Joachim Engelmann / Günter Dorn: Friedrich der Große und seine Generale. Nebel, Uttingen 2001, ISBN 3-89555-002-7.
- Louis Gollmert (Hrsg.): Allgemeine Geschichte des Geschlechts von Schwerin, Gronau, Berlin 1878
- Carl F. Pauli: Das Leben großer Helden des gegenwärtigen Krieges, Francken, Halle 1759
- Oskar Schwebel: Die Herren und Grafen von Schwerin. Blätter aus der preussischen Geschichte, Abenheim, Berlin 1885
- Karl August Varnhagen von Ense: Biographische Denkmale, Brockhaus, Leipzig
  - Bd. 6 – General Hans Karl von Winterfeldt. Feldmarschall Graf von Schwerin, 1873
- Karl August Varnhagen von Ense: Leben Schwerins, Berlin 1841
- Johann Gottlieb Töllner: Ein Christ und ein Held, oder einige besondere Nachrichten von dem berühmten königl.-preuß. General-Feldmarschalle Grafen von Schwerin, Kleyb, Frankfurt/Oder 1758